# Jeholosaurus shangyuanensis
Il jeholosauro (Jeholosaurus shangyuanensis) è un dinosauro apparentemente erbivoro appartenente forse agli ornitopodi. Visse nel Cretaceo inferiore (Barremiano, circa 120 milioni di anni fa) e i suoi resti sono stati ritrovati in Cina. È considerato uno degli ornitopodi più primitivi.

## Descrizione
Questo dinosauro è noto attraverso due crani quasi completi, uno scheletro parziale e altre ossa (tra cui vertebre cervicali); i fossili permettono di ricostruire un animale di piccole dimensioni, lungo circa 80 centimetri, con un cranio di appena 6 centimetri. Le zampe posteriori erano lunghe e forti, mentre quelle anteriori erano molto più corte. Il cranio risulta compresso dorsalmente, ed è molto simile a quello degli ornitischi primitivi Yandusaurus e Agilisaurus.

## Classificazione
Descritto per la prima volta nel 2000, Jeholosaurus è considerato un rappresentante primitivo degli ornitischi, forse ancestrale al grande gruppo degli ornitopodi. Nonostante la sua tarda apparizione nell'orizzonte stratigrafico, questo dinosauro potrebbe essere un parente di forme del Giurassico medio, vissute molti milioni di anni prima, come Hexinlusaurus, Xiaosaurus, Agilisaurus e Yandusaurus, i cui resti sono stati ritrovati in Cina. Questi animali potrebbero rappresentare una radiazione di ornitischi primitivi evolutisi indipendentemente in Asia, sopravvissuta fino al Cretaceo inoltrato. Un altro possibile parente del Cretaceo è Changchunsaurus.

## Stile di vita
La dentatura dello Jeholosaurus è particolare per un ornitischio, in quanto i denti anteriori sono piuttosto appuntiti ed affilati (a differenza di quelli posteriori, più convenzionali), permettendo di ipotizzare una dieta non solo erbivora, ma onnivara, magari integrando la vegetazione con momenti di dieta insettivora, da saprofago occasionale o da predatore di vertebrati ed invertebrati di piccola taglia. Un'altra ipotesi, per ora ampiamente speculativa, è che l'esemplare noto sia un maschio e, come in altri ornitischi piuttosto basali, i denti affilati siano un carattere sessuale secondario, e/o fossero utilizzati per le lotte inter-specifiche.
La dentatura di Jeholosaurus resta una delle più peculiari e insolite tra i dinosauri ornitischi.
Il jeholosauro è stato ritrovato nella formazione Yixian, nota per aver restituito i fossili di molti dinosauri piumati. Probabilmente Jeholosaurus si muoveva nel sottobosco insieme ad altri piccoli dinosauri erbivori come Psittacosaurus, Liaoceratops e Mei; i possibili predatori erano rappresentati dai tirannosauroidi Dilong e Raptorex, così come dai troodontidi Sinovenator e Sinusonasus.